# برانسووزه
برانسووزه (به چکی: Bransouze) یک منطقهٔ مسکونی در جمهوری چک است که در منطقه تربیچ واقع شده‌است. برانسووزه ۵٫۱۵ کیلومتر مربع مساحت و ۲۶۴ نفر جمعیت دارد و ۴۲۷ متر بالاتر از سطح دریا واقع شده‌است.